# Bibi Ballandi
Bibi Ballandi (Baricella, 26 giugno 1946 – Imola, 15 febbraio 2018) è stato un produttore televisivo, imprenditore e produttore discografico italiano.

## Origine del nome
Bibi non era uno pseudonimo né un diminutivo ma il reale nome di battesimo di Ballandi, scelto dal padre. Il futuro imprenditore fu registrato all'anagrafe e fatto battezzare senza che nessun addetto o prete obiettasse.

## Biografia
Figlio di Iso, un ex tassista che iniziò ad accompagnare cantanti e orchestre in giro per l'Emilia-Romagna, abbandonò le scuole dopo aver concluso la terza media e si autoprodusse come manager di diversi artisti, dapprima per diletto, in seguito per professione.  Negli anni sessanta lavorò al fianco di Al Bano, Orietta Berti, Nicola Di Bari, Caterina Caselli, Mina, Little Tony e Rita Pavone, mentre negli anni settanta collaborò con Lucio Dalla, Francesco De Gregori, Fabrizio De André, Roberto Vecchioni, Pierangelo Bertoli ed un esordiente Vasco Rossi.
Nel 1983 fu tra i fondatori della discoteca Bandiera gialla di Rimini. In seguito diventò produttore televisivo con la sua società Ballandi Multimedia, iniziando una collaborazione con la Rai per poi proseguirla con gli altri editori televisivi italiani. Produsse numerose trasmissioni televisive di successo degli anni ottanta, novanta e duemila, in particolare gli one-man show di Fiorello, Adriano Celentano, Gianni Morandi, Giorgio Panariello e Massimo Ranieri, i varietà del sabato sera Ballando con le stelle e Ti lascio una canzone e altri eventi televisivi di intrattenimento musicale e non.
Da circa 12 anni malato di cancro al colon, morì a 71 anni  ad Imola il 15 febbraio 2018.
Il direttore generale della Rai Mario Orfeo, in accordo con la presidente Monica Maggioni, a seguito della sua morte suggerì di intitolargli il Teatro delle Vittorie di Roma ma la proposta non ebbe compimento.